# Dozing Green
DOZING GREEN – singiel zespołu Dir En Grey wydany w 2007 roku w Japonii oraz w kilku krajach europejskich, a także na iTunes Store. Podczas gdy japońska edycja zawiera wszystkie trzy utwory, na europejskiej znajduje się tylko DOZING GREEN oraz Agitated Screams of Maggots [LIVE], zaś na iTunes Store dostępny jest jedynie utwór tytułowy. 
DOZING GREEN jest jedną z dwóch singlowych piosenek, które pojawiły się na albumie UROBOROS. Jedyną rzeczą, jaka uległa zmianie, jest tekst piosenki śpiewany po angielsku, podczas gdy w oryginale tekst śpiewany jest w języku japońskim.
Teledysk do DOZING GREEN uznano za najlepszy metalowy klip 2008 roku w programie Headbanger's Ball emitowanym na MTV2.

## Lista utworów
Autorem tekstów jest Kyo. Muzykę skomponował zespół Dir en grey.
1. DOZING GREEN (4:05)
2. HYDRA -666- (3:36)
3. Agitated Screams of Maggots [LIVE] (4:33)